# Планета бурь (повесть)
«Плане́та бурь» (также «Вну́ки Ма́рса») — научно-фантастическая повесть Александра Казанцева о советско-американской космической экспедиции на Венеру. Впервые опубликована с продолжением в «Комсомольской правде» в 1959 году, существует в трёх отличающихся друг от друга редакциях. Вариант начала 1960-х годов выходил как первая часть романа «Внуки Марса», и отличался от первоначального более пространными диалогами и проработанной мотивировкой действий героев. Для собрания сочинений 1978 года А. Казанцев переработал текст: поскольку выяснилось, что жизнь на Венере невозможна, основное действие было перенесено в другую звёздную систему. Разные редакции повести неоднократно переиздавались, с газетного варианта был осуществлён перевод на словацкий язык, с версии 1960-х годов — на украинский язык. По мотивам повести был поставлен научно-фантастический фильм «Планета бурь».
Помимо основного приключенческого сюжета, «Планета бурь» содержала базовую для творчества Казанцева идею палеоконтакта. По сюжету, герои случайно обнаруживают на планете следы высокоразвитой цивилизации и высказывают идею, что её прародиной — общей для Венеры и Земли — была планета Марс. Эта идея в разных вариантах нашла отражение в нескольких романах и десятках статей писателя.

## Сюжет
Примечание: сюжет приводится по изданию 1963 года.

### Часть первая: «Сестра Земли»
Повесть вводится пространным рассуждением палеонтолога профессора Ильи Юрьевича Богатырёва о возникновении жизни и разума. Согласно его идее, разрыв между развитием высшего существа — человека — и прочих земных обитателей, лишённых разума, может быть объяснён тем, что эволюция происходила не только на Земле.
В недалёком будущем СССР и США запускают экспедицию на Венеру, состоящую из звездолёта «Знание», советского разведывательного корабля «Мечта» и американского корабля «Просперити». После достижения планеты и её исследования с орбиты, советская и американская команда должны были совершить посадку на «Знании», который затем должен был подняться, и вернуться на Землю, используя топливо с «Мечты» и «Просперити». Все планы были разрушены столкновением «Мечты» с железным метеоритом. Команда «Знания» (профессор Богатырёв, пилот-педант Роман Васильевич Добров, ученик Богатырёва — радист и астробиолог Алёша Попов) решила попытаться провести исследование поверхности планеты, а затем дождаться прибытия с Земли корабля «Искатель-семь», которое состоится через пять месяцев. У космонавтов имеется собака Пулька и кошка Мурка, потомство которой родилось уже в космосе. Команда американцев (командир Аллан Керн, женщина-пилот Мэри Стрем, второй пилот астроботаник Гарри Вуд) располагают атмосферным планером для посадки на планету и роботом Железным Джоном. Человекообразный робот с искусственным интеллектом был делом всей жизни брата Керна, гениального кибернетика, который потратил на строительство всё своё состояние. Робот рассчитал, что американцы, оставив Мэри на орбите, смогут вместе с русскими произвести исследования на поверхности (посадив свой планер рядом с русским кораблём), и вернуться обратно при наличных запасах топлива, воздуха, воды и припасов. При исследовании поверхности Венеры обнаружено ярко светящееся инфракрасное пятно, рядом с которым решено садиться. Советские и американские учёные согласились, что обстановка на поверхности соответствует земному каменноугольному периоду.
«Знание» успешно совершает посадку, обнаружив приемлемую для людей температуру, жидкую воду и кислородно-азотную атмосферу, кислород в которой явно вырабатывается растительностью. Американцам предстоит проделать тот же путь на планере. Благодаря роботу Джону американцы спланировали к месту посадки советских космонавтов, но были снесены бурей и разбили планер, который после посадки затонул в болоте. Тем временем Богатырёв, Добров и Алёша наблюдают ящерообразных обитателей Венеры, и глава экспедиции сообщает, что землеподобные планеты развивались по одному сценарию. Самый маленький из них — Марс — остыл раньше всего, и ранее всего на нём появилась жизнь, но про её эволюцию Богатырёв умалчивал. Венера же максимально отстала в эволюции не только от Марса, но и от Земли. Перед выходом на поверхность Добров обрабатывает скафандры гамма-излучением и антисептическим раствором, чтобы не занести на планету земной микрофауны, однако пришельцы символически посадили на Венере тополь, кипарис, кактус и бамбук, и зёрна пшеницы, кукурузы, винограда и риса. При попытке выпустить в атмосферу голубя, тот был пожран венерианским птеродактилем.
Американцы находятся во много худшем положении: вместе с планером погибли запасы провианта, воды и кислорода, позволяющие дойти до русских. Керн уверяет, что советские бросят американцев, дозаправятся у Мэри, и вернутся победителями, после чего Гарри решительно снимает шлем и убеждается, что на Венере можно жить. Далее на них напали местные ящерицы, отбиться удалось, только задействовав Железного Джона. Гарри, Аллан и Джон бредут пешком, пытаясь убедить себя, что находятся в джунглях Амазонии, на которые Венера похожа и «чудовищно не похожа» в одно и то же время. Обнаружив пещеру, американцы поражены лихорадкой, но всё-таки выражают надежду продержаться до спасательной экспедиции с Земли. Аллан заявляет о полном неверии в альтруизм и говорит, что они с Гарри не могут переругаться между собой только потому, что в одиночку невозможно выжить.

### Часть вторая: «Закон Космоса»
В бреду, порождённом действием венерианских микробов, Аллану и Гарри мерещится «будущее»: Мэри спустилась на запасном планере, а бывшие пилоты, присвоив себе имена «Дубина» и «Удар», стали родоначальниками нового человечества, опустившегося до уровня каменного века. Молодой и злобный охотник Хам, не верящий в сказки стариков о жизни на небе, откуда они появились, хочет заполучить «звонкую шкуру» Чуда — то есть разряженного робота Джона. Включённый в последний раз Джон заявляет, что спасение было в 69 милях от места посадки, где был русский космический корабль. Хам разбивает дубиной робота, а затем убивает Аллана-«Удара».
Тем временем Мэри с орбиты пытается отыскать своих соотечественников при помощи радара и умоляет Илью Юрьевича не считать американцев погибшими. Наконец, в 70 км от точки посадки «Знания» обнаружена металлическая точка — это Железный Джон. Поскольку советский вездеход предназначен лишь на двоих, было решено снять всё оборудование, без которого не обойтись, и снять шлемы, дыша венерианским воздухом. Опыт с собакой Пулькой показал пригодность атмосферы для жизни. Правильным решением оказалось взять с собой два гранатомёта и автомат, когда на путешественников напал ящер, который поражал противника ультразвуком. Богатырёв смог одолеть венерианского «Соловья-разбойника» лишь потому, что был в шлеме; Алёшу и Доброва ящер временно парализовал. Далее Алёша чуть было не был убит хищной орхидеей; заболев, в бреду он видит прекрасную женщину, которая сообщает, что она прилетела с другой «Дочери Солнца» и её зовут Эоэлла. Вскоре были уловлены сигналы, подаваемые Железным Джоном: он явно неуправляем. На вопрос, каково положение американцев, Богатырёв узнаёт, что оно «горизонтальное», и даёт роботу поручение начать лечение Гарри и Аллана.
Далее советские путешественники добрались до морского побережья, море было «поразительного цвета — серебро с чернью». Это пролив, отделяющий спутников Богатырёва от пещеры американцев. Постоянный одиннадцатибалльный шторм побудил Алёшу в одиночку вытащить американцев, а если не получится — Богатырёв с Добровым должны вернуться на Землю. На это Илья Юрьевич строго говорит ему, что наука гуманна, и ради неё нельзя оставлять на гибель людей. Попав в шторм в тринадцать баллов, путешественники увидели чудовищного дракона, который мог схватить в лапы существо размером с земного кита. При попытке поразить его, уже мёртвый дракон утянул своим телом вездеход с путешественниками на глубину. Мэри Стрем осталась одна на орбите. Американский штаб перелёта отдал приказ на возвращение «Просперити», но Мэри записала сообщение, которое должно было передаваться после её спуска на поверхность Венеры на запасном планере.

### Часть третья: «Солнечное племя»
Сброшенные тушей дракона под воду советские космонавты уцелели в своих скафандрах, не нарушилась и герметичность корпуса вездехода; однако радиосвязь под водой не действовала. Несмотря на угрозу нападения ихтиозавров, Алёше мерещилось, что они оказались в руинах древнего затопленного города. Выбравшись на берег, путешественники увидели действующий вулкан, и оказались на поле алых цветов, где разожгли костёр из венерианского перекати-поля. Алёша задался вопросом, первый ли это огонь, разожжённый на планете разумными существами. Со своей стороны, едва оправившиеся от болезни американцы пробираются по болоту; более всего сковывал их продвижение неуклюжий Железный Джон. Когда они попали в полосу выпадения вулканического пепла, Джон связался с русскими, оказавшимися всего в двух милях. Керн поражён героизмом русских, но замечает, что даже их вездеход не пересечёт лавового потока. Тогда Железный Джон взял обоих американцев на плечи и пошёл по жидкой лаве; в самый ответственный момент включился механизм самосохранения, увидевшим троицу советским космонавтам показалось, что робот хочет сбросить людей в огонь. Вездеход Доброва имел воздушную подушку, и в последний момент подобрал людей, но Джон был смыт лавовым потоком. Далее путешественникам стала грозить иная опасность: они оказались в зоне опускания суши. Миновав огромную трещину в земле, Алёша выронил кусок камня, подобранный с морского дна. После того, как под ударом подземного толчка стала валиться роща гигантских папоротников, камень разбился: оказалось, что это была корка отложений, скрывавшая беломраморную женскую головку. Богатырёв, получив подтверждение своей гипотезы внеземного зарождения разума, снял шлем и поцеловал скульптуру в лоб. Далее путешественники разрабатывают гипотезу эволюции разума миллионы лет назад на Марсе. Когда планета стала терять гидро- и атмосферу, представители высокоразвитой цивилизации переселились на Венеру и лишь оттуда — на Землю.
Когда путешественники благополучно вернулись на «Знание», чья стальная башня была видна в неожиданно очистившимся от облаков багровом небе, Алёша принёс известие, что Мэри отправилась на их спасение. Решено сигнализировать на Землю о спасении и ожидать на Венере прибытия второй экспедиции. Впрочем, вскоре оказалось, что Мэри отложила спуск, пока не готовы к отправке полученные научные материалы: советско-американская команда получала возможность вернуться домой. Уже после отлёта Алёше мерещилось, что прекрасная Эоэлла подошла к месту старта землян, и рассматривает оставленные ими символические послания — схему Солнечной системы, теорему Пифагора и периодическую таблицу Менделеева, а также фотографии участников экспедиции.

## История издания. Текстовые варианты
Творческая манера А. П. Казанцева предполагала последовательную доработку своих произведений по мере получения новых научных данных или изменений авторских взглядов. По словам Константина Трунина, писательская манера была «построена на интерактиве»: произведения Казанцев предпочитал публиковать отдельными главами, из-за чего повествование часто становилось «лоскутным». Первоначальная идея иногда тонула в потоке авторской фантазии. К тематике космических полётов А. П. Казанцев обратился в конце 1950-х годов, после общения с представителями советской ракетной программы и отряда космонавтов. После первого газетного издания 1959 года, автор несколько дополнил текст, сделав более пространными диалоги и научно-фантастические рассуждения героев.
Ответственным редактором по изданию повести в альманахе «Мир приключений» 1962 года был Аркадий Стругацкий. В интервью «Группе „Людены“» 1990 года он с большим сарказмом вспоминал об этой работе:

Значит, получил я рукопись. Вызывает меня заведующая редакцией, Казанцев сидит, надутый, как клоп. <…> Поздоровались. «Вот, Александр Петрович принес свою новую рукопись! Называется „Внуки Марса“». — «Ну, — я говорю. — Страшно рад. (Смех.) Страшно горд». Ну, вы хохочете. Вам хорошо, ребятушки, смеяться, а тогда же Казанцев был, так сказать, вождем фантастики нашей, бог и царь. Папа Римский… Ну, взял я… Язык, вы сами понимаете… Идея — черт с ней, в конце концов. Правда, она содрана. Я читал эту… интересный очень роман, в 20-х годах был «Последний рейс „Лунного Колумба“». Там, где исходной идеей является происхождение людей от селенитов. <…> Так что на идею я особого внимания не обращал. Но уж очень плохо было написано, и я так аккуратно карандашиком поверх стал писать свой вариант. Тут как раз полетел Гагарин. Я, значит, написал Казанцеву, что я первую главу отредактировал, надо бы показать, согласны ли встретиться. «Ну, приезжайте». <…> Он сидит на телефоне и диктует на тему: «О чём ещё мечтать фантастам?» Или: «Что ещё осталось фантастического?» <…> …Увидал, значит, мою карандашную вязь: «Нет, — он говорит, — я ни одного слова не приемлю. Извольте стереть и сдавать в производство». Я говорю: «А вам не кажется, что, вот…» Он: «Нет, мне кажется, что я сказал лучше, чем вы написали…» Я поехал к заведующей и говорю: «Вот, так и так. Казанцев требует, чтоб пустили в производство безо всякой редактуры». — «…Ну, и давайте, Аркадий Натанович, пусть он сам за себя отвечает хоть раз в жизни».
В альманахе «Мир приключений» текст был снабжён подзаголовком: «Научно-фантастический роман „Внуки Марса“, книга первая „Планета Бурь“». В 1963 году этот же текст публиковался в авторском сборнике «Гости из космоса» (под названием «Планета бурь» и без отсылки к роману) и отдельным детгизовским изданием («Внуки Марса»). В 1967 году этот вариант был переведён на украинский язык («Марсові онуки»). Ко времени издания собрания сочинений писателя (1978 год) А. П. Казанцев ещё раз переделал повесть. Поскольку стало известно, что условия на поверхности Венеры исключают любую органическую жизнь, действие было перенесено из Солнечной системы в систему звезды 82 Эридана на планету «Венера-2». Этот вариант перепечатывался в 1997 году «Центрполиграфом».

## Научно-фантастическая проблематика и литературные особенности
Журналист Антон Первушин отмечал, что Александр Казанцев конкретизировал в повести свою концепцию палеоконтакта. В «Планете бурь» (в главе «Внуки Марса») она формулировалась так: Марс некогда был населён разумными существами; полмиллиона лет назад они открыли межпланетную навигацию, построили колонию на Венере и, вероятно, посещали Землю; возможно, они наши «прародители». Дополнительные аргументы были писателем восприняты из материалов М. Агреста, от которого были приняты рассуждения о тектитах, Баальбекской веранде и других объектах как следах древнего посещения Земли инопланетянами. Казанцев написал предисловие к большой статье Агреста «Космонавты древности». Литературовед-эмигрант Леонид Геллер критиковал идею Казанцева о палеоконтакте с позиций научной эпистемологии. Дело в том, что материалистическая теория появления человека предусматривает модель сознания как сложного самопрограммируемого и самонастраиваемого устройства, автомата. Самым сложным является вопрос о возникновении мышления, поскольку «программируется» этот автомат извне. Гипотеза о внеземном происхождении человечества Казанцева ничего не решает и не объясняет, ибо отодвигает решение данного вопроса.
Критик Павел Гремлёв отметил, что в третьей редакции повести Казанцев механически перенёс фабулу фантастического путешествия «по Земле с динозаврами» (как изобразил Венеру) в другую звёздную систему. В результате такого переноса читатель вправе задаться вопросом: «Почему при наличии Земли-2, готовой к колонизации, герои продолжили заниматься негостеприимной „Венерой“?», остающимся без ответа.
Фантастовед Роман Арбитман отдельно остановился на использовании Казанцевым фантастических имён. Ставшее нарицательным сочетание «Эоэлла», несомненно, восходило к «Аэлите» Алексея Толстого. Писатель действовал «вполне в духе классицизма», создавая набор имён. «Открытый текст в таких произведениях вытеснял подтекст, фантастика превращалась в непритязательную игру». Советские космонавты — Илья Богатырёв, Роман Добров, Алёша Попов — прозрачно отсылают к трём былинным витязям. Американец Гарри Вуд первым открыл на Венере растительность; фамилия его означает «Лес». При описании биографии Богатырёва использовано жизнеописание И. А. Ефремова, в гобийскую экспедицию которого Илья Юрьевич был помещён по воле автора.

## Издания
- Казанцев А. Планета бурь / Ил. Ю. Зальцмана // «Комсомольская правда». — 1959. — № 239—253. — (10, 11, 13—18, 20—25, 27 октября).
  - Kazancev A. Planéta búrok :  [словацк.] / prel. Viliam Bartošovič. — Bratislava : Smena, 1986. — 47 с. — (Dobrodružné romány, Čís. 361). — Перевод с газетного варианта.
  - Казанцев А. Планета бурь (повесть) // Планета бурь. — М. : Престиж-Бук, 2017. — Т. 2: Повести, киносценарий, рассказы и публицистика. — С. 47—126. — 640 с. — Газетный вариант 1959 года. — ISBN 978-5-371-00620-2.
- Казанцев А. Внуки Марса (научно-фантастический роман). Книга первая. Планета бурь // Мир приключений / илл. Ю. Макарова. — М. : Детгиз, 1962. — С. 3—80. — 320 с. — (Мир Приключений (Альманах)). — Второй вариант повести. Отв. ред. А. Стругацкий. — 215 000 экз.
- Казанцев А. Планета бурь (научно-фантастическая повесть) // Гости из космоса / Илл. Ю. Макарова. — М. : Московский рабочий, 1963. — С. 469—608. — 612 с. — 100 000 экз.
- Казанцев А. Внуки Марса: Науч.-фантаст. повесть / Рис. Ю. Макарова; Отв. ред. А. Стругацкий. — М. : Детгиз, 1963. — 159 с. — 115 000 экз.
  - Казанцев О. Марсові онуки: Повість :  [укр.] / Пер. Володимир Булат. — Київ : Веселка, 1967. — 212 с. — (Наукова фантастика). — 30 000 экз.
- Казанцев А. П. Собрание сочинений : В 3 т. / Худож. Ю. Макаров. — М. : Мол. гвардия, 1978. — Т. 3: Планета бурь : Науч.-фантаст. повесть. Фаэты : Фантаст. роман в 3 кн. — С. 7—147. — 623 с. — Третья редакция текста.
- Казанцев А. Планета бурь (повесть) // Сильнее времени. — М. : Центрполиграф, 1997. — С. 351—488. — 489 с. — (Классическая библиотека приключений и научной фантастики). — Третий вариант повести. — 12 000 экз. — ISBN 5-218-00317-4.

## Ссылка
- Планета бурь (повесть) на сайте «Лаборатория Фантастики»
- А. Казанцев. Планета бурь. Научно-фантастическая повесть (вариант 1978 года). Библиотека русской и советской классики.
- Александр Петрович Казанцев. Внуки Марса. Sceptic Ratio. Дата обращения: 27 января 2022.
- Иллюстрации Юрия Макарова к сборнику А. Казанцева «Гости из космоса». Дата обращения: 25 января 2022.